# Remachadora

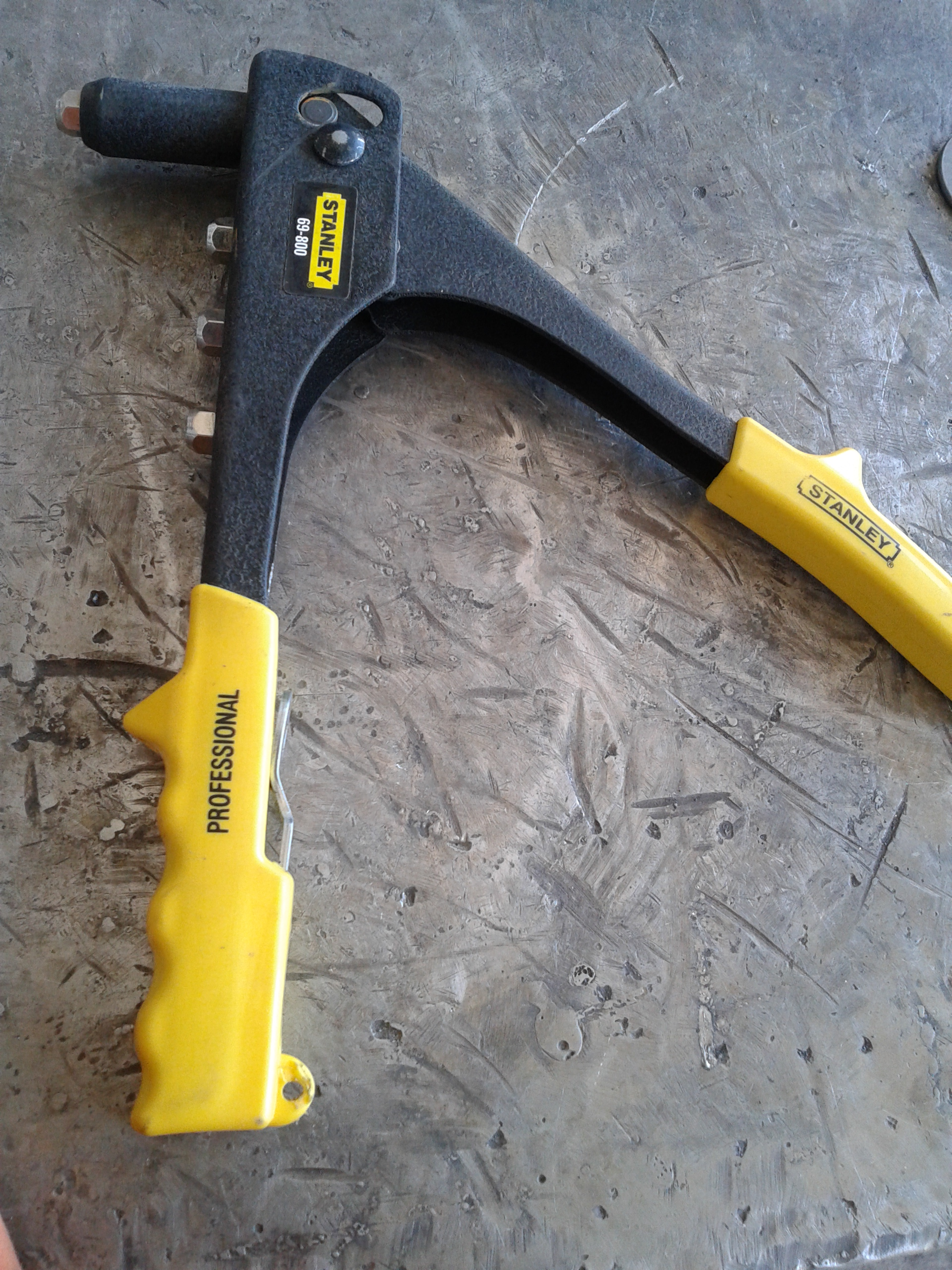
Una remachadora común

Una remachadora es un dispositivo mecánico constituido por un conjunto de máquinas  simples; palancas, cuñas, tornillos, resortes, etc., que se utiliza para colocar remaches, ya sea en procesos industriales o en aplicaciones auxiliares o domésticas, que sirve para fijar con  remaches elementos que no se tengan que desmontar más adelante.
Las remachadoras industriales se usan para trabajos de remachado en serie, pudiendo llegar a ser complejas y específicas para cada aplicación industrial y suelen accionarse con energía; neumática o eléctrica. Las remachadoras para trabajos auxiliares o para usos domésticos, suelen ser accionadas manualmente, siendo las más usadas las destinadas a remachar con remaches ciegos, que permiten remachar cuando solo se dispone el acceso a un extremo del remache.

## Remachadora ciega

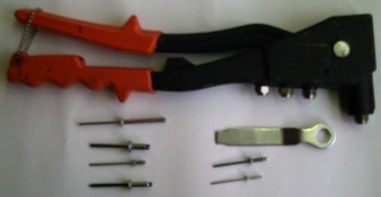
Una remachadora ciega

Esta remachadora es diferente de otras pistolas de remaches, pues utiliza una acción de compresión que comprime el remache de ambos lados, en lugar de golpear sobre ambos. Fue inventada el 24 de junio de 1720 por Axel Agustín Lebri.[cita requerida]

## Remachadora por doblez
El funcionamiento sirve para remachar de la remachadora por doblez consiste en una boterola accionada neumáticamente o hidráulicamente de los extremos del remache hasta deformarlo y hacer una segunda cabeza al otro lado de las piezas a unir.

## Aplicaciones
Las remachadoras se utilizan en una amplia gama de aplicaciones, incluyendo las pastillas de freno para vehículos comerciales, aviones y locomotoras, productos textiles y de cuero, soportes de metal, ventanas y muebles de la puerta, cierres e incluso teléfonos móviles. Muchos materiales pueden ser remachados con remachadoras incluyendo materiales delicados y frágiles y sensibles eléctrica o componentes electrónicos.